# Chaussée de Sein
Chaussée de Sein este o arie protejată (sit de importanță comunitară — SCI) din Franța întinsă pe o suprafață de 41.498,94 ha, din care 99 % marine.

## Localizare
Centrul sitului Chaussée de Sein este situat la coordonatele 48°02′18″N 5°04′03″W / 48.03833°N 5.0675°V.

## Înființare
Situl Chaussée de Sein a fost declarat arie specială de conservare în baza directivei 92/43 din 1992 referitoare la conservarea habitatelor naturale și a faunei și florei sălbatice pentru a proteja 1 specie de plante și 3 specii de animale.

## Biodiversitate
Situată în ecoregiunea atlantică, aria protejată conține 8 habitate naturale: Dune mobile cu vegetație embrionară, Recifuri, Vegetație perenă pe țărmurile stâncoase, Faleze cu vegetație de pe coastele atlantice și baltice, Dune de coastă fixe cu vegetație erbacee („dune gri”), Bancuri de nisip acoperite în permanență slab de apă marină, Vegetație anuală la limita mareei, Salicornia și alte specii anuale care populează regiunile mlăștinoase și nisipoase.
La baza desemnării sitului se află mai multe specii protejate:
- plante (1): Rumex rupestris
- mamifere (3): Halichoerus grypus, marsuin (Phocoena phocoena), delfin mare (Tursiops truncatus)

Pe lângă speciile protejate, pe teritoriul sitului au mai fost identificate 5 specii de mamifere.